# Distrito de Jammu
Jammu (en hindi; जम्मू जिला) es un distrito de la India, perteneciente a la región de Jammu, siendo este último una de las tres divisiones del estado de Jammu y Cachemira. Comprende una superficie de 3.097 km². Su centro administrativo es la ciudad de Jammu.

## Demografía
Según censo 2011, contaba con una población total de 1.526.406 habitantes, de los cuales 710.679 eran mujeres y 815.727, varones.